# Стрелча
Стрелча (буг. Стрелча) град је у Републици Бугарској, у средишњем делу земље. Град са околним селима чини истоимену општину Стрелча у оквиру Пазарџичке области.

## Географија
Град Стрелча се налази у средишњем делу Бугарске. Од главног града Софије град је удаљен 105 km источно, а од обласног средишта, града Пазарџика, 40 km северно.
Стрелча се сместила на приближно 490 м надморске висине, подно Средње горе. Кроз град протиче речица Луда Јана.
Клима у граду је континентална.

## Историја
Окружење Стрелче је насељено још у време Трачана. Касније тога овим простором владају стари Рим, Византија, средњовековна Бугарска, Османско царство.
Турци Османлије освајају област Стрелче крајем 14. века. Вишевековна турска владавина трајала пет векова. Стрелча је коначно припојена Бугарској 1885. године.

## Становништво
По проценама из 2010. године Стрелча је имала око 4.500 становника. Већина градског становништва су етнички Бугари. Остатак су махом Роми. Последњих 20-ак година град губи становништво због удаљености од главних токова развоја у држави.
Већинска вероисповест становништва је православна.